# Francesco Duodo

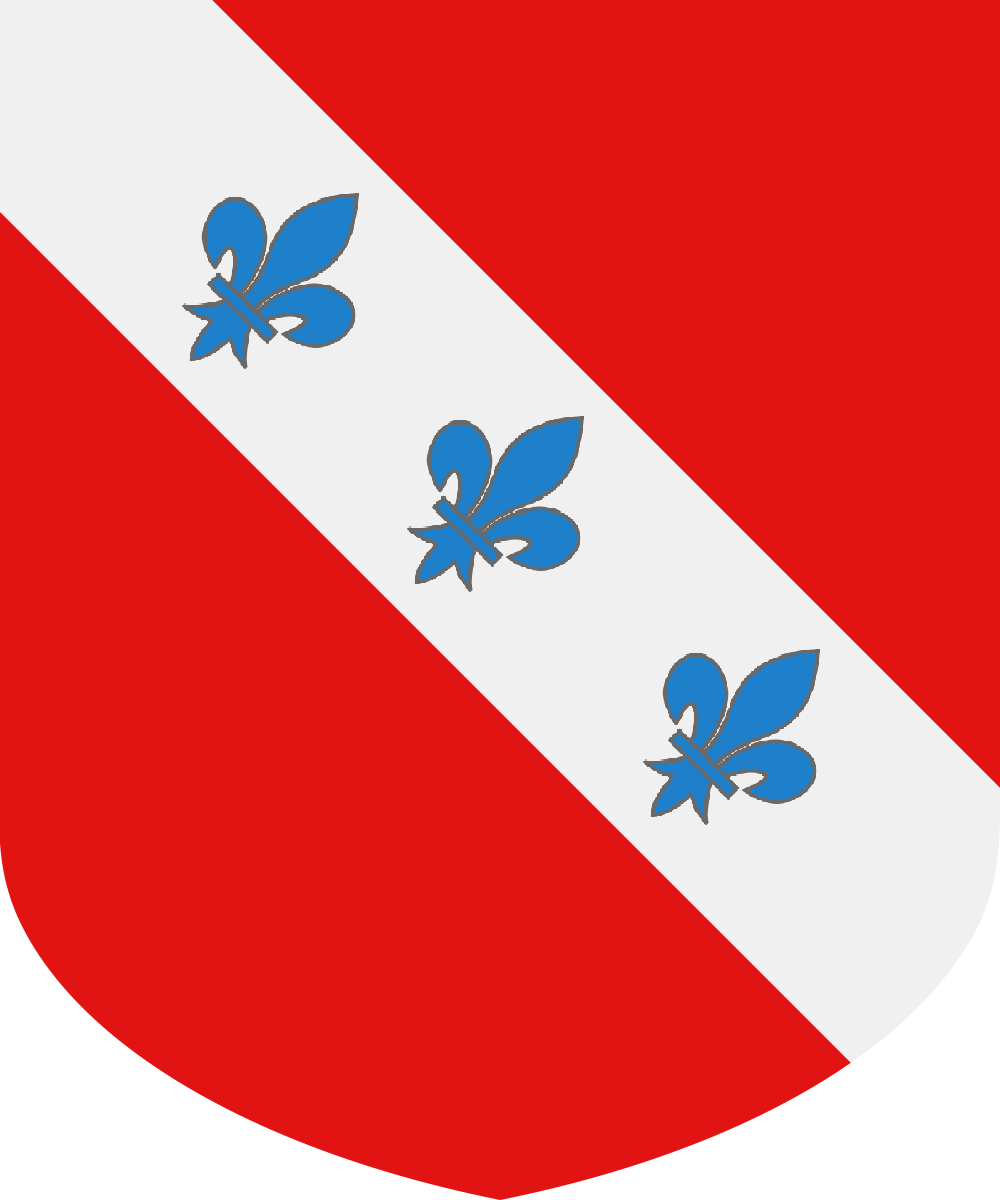
Stemma Duodo

Francesco Duodo (Venezia, 16 dicembre 1518 – Venezia, 16 novembre 1592) è stato un ammiraglio italiano della Repubblica di Venezia.

## Biografia
Di famiglia abbiente, nacque da Pietro e da Pisana Pisani. Sull'esempio del fratello maggiore Andrea si avviò ad una carriera nella flotta veneziana e a vent'anni era già capitano di galera. Nel 1545 fu nominato comandante della nave mercantile Muda, destinata a Beirut.
Dal 1546 al 1550 ricoprì la carica di patrono all'Arsenale, approfondendo le sue conoscenze sulle costruzioni navali. Dal 1555 al 1557 ricopri la carica di ufficiale alle Rason vecchie (magistratura con compiti giuridici), e dal marzo 1557 al marzo 1558 fu savio alle Decime (magistratura con compiti fiscali). In maggio del 1558 fu nominato capitano di una trireme per il trasporto dei condannati.
Tra il 1559 ed il 1561 fu bailo e provveditore a Corfù, il che lo rese in pratica responsabile dei rifornimenti destinati alla flotta del Levante; dall'ottobre del 1562 ricopri la carica di provveditore alle Fabbriche nel sestiere di Rialto. Dall'aprile 1564 al marzo 1565 fu luogotenente a Udine, dove si occupò del completamento dell'atrio e della facciata del Castello e realizzò un importante progetto per rafforzare le difese cittadine. Rientrato a Venezia, ricoprì ancora diverse magistrature, tra cui quella di membro del Consiglio dei Dieci e podestà di Bergamo.
Nell'imminenza dell'offensiva turca il Maggior Consiglio gli affidò il comando delle dodici galere grosse alle quali sarebbe toccato il compito di rappresentare lo strumento decisivo, nel disegno strategico veneziano, per abbattere il mito dell'invincibilità della flotta ottomana.
Verso la fine del maggio 1570 la sua squadra navale salpò da Venezia per congiungersi al grosso della flotta, comandata da Girolamo Zane. Dalle basi in Dalmazia la flotta si diresse alla volta di Candia, dove i veneziani seppero della caduta di Nicosia. Duodo propose un'immediata azione controffensiva, ma le perplessità del comandante e una tempesta che sorprese le navi veneziane al largo di Rodi impedirono l'attuazione dell'impresa.

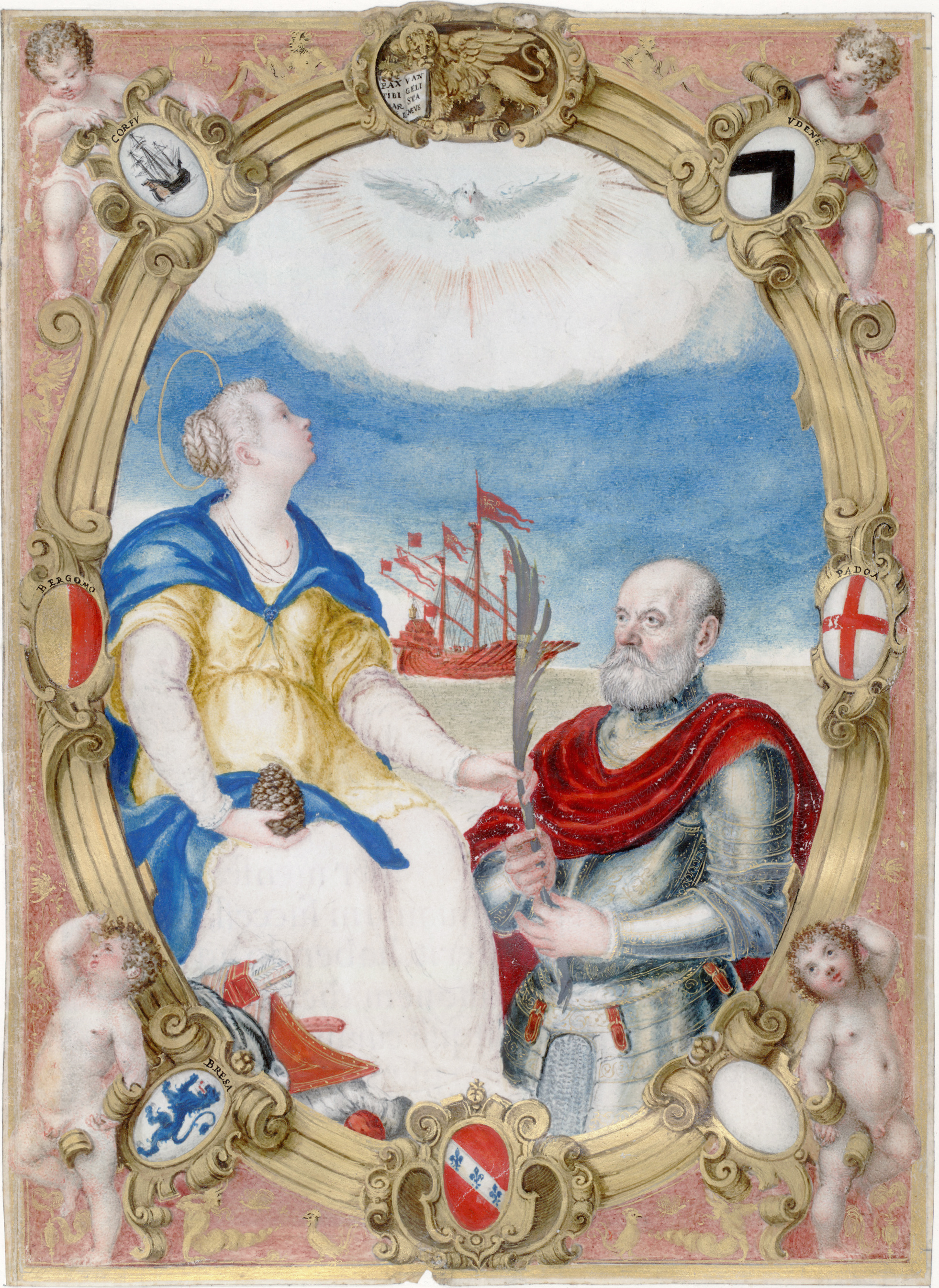
Francesco Duodo, sullo sfondo una galeazza.

La vittoria della Lega Santa nella battaglia di Lepanto del 7 ottobre 1571 fu dovuta in buona parte al fuoco devastante delle sei galeazze da lui comandate, che precedettero la flotta cristiana. Gli stessi comandanti spagnolo e pontificio riconobbero a questa azione un ruolo fondamentale. Queste galeazze erano dotate di un nuovo tipo di cannone, denominato "sforzato", in grado di sparare la metà più lontano degli altri.
In dicembre dello stesso anno Duodo fu richiamato a Venezia e allontanato dal servizio attivo con la flotta, per "motivi di salute" secondo la spiegazione ufficiale. Ciò suscitò il rammarico e le lamentele di don Giovanni d'Austria e del pontefice Pio V; quest'ultimo in particolare disse di giudicarlo "necessario in armata" per la sua esperienza nel campo delle armi da fuoco. A Venezia ricoprì poi vari incarichi, tra cui quello di consigliere ducale per il sestiere di San Marco. In maggio del 1574 fu inviato a Padova in qualità di capitano.
Nel 1592 fu nominato  provveditore in Friuli, dove assieme a Marcantonio Barbaro e Giacomo Foscarini si occupò della progettata costruzione della fortezza di Palmanova, ma morì il 16 novembre dello stesso anno mentre stava tornando a Venezia.

## Matrimoni e discendenza
Francesco si sposò due volte: prima con
- Lucrezia Doria di Alvise, dalla quale non ebbe figli; poi con:
- Chiara Bernardo di Sebastiano; quest'ultima gli diede sette figli, quattro maschi e tre femmine:
  - Pietro,
  - Andrea,
  - Girolamo,
  - Alvise
  - Cecilia
  - Pisana
  - Maria.